# Гладков, Борис Георгиевич
Борис Георгиевич Гладков (9 (21) августа 1913 года, д. Окулиха, Костромская губерния, Российская империя — 30 мая 1991 года, Москва, СССР) — советский военачальник, Заслуженный военный лётчик СССР (1965), генерал-майор авиации (1963).

## Биография
Родился 21 августа 1913 года в деревне Окулиха, ныне в черте города Пучеж, Ивановская область, Россия.
В 1930 году окончил 9 классов школы в городе Юрьевец. После окончания школы переезжает в Нижний Новгород, работает на заводе «Красное Сормово». Член ВКП(б) с 1932 года.
В РККА по спецнабору Горьковского крайкома ВКП(б) с августа 1933 года, обучался в Оренбургской военной авиационной школе лётчиков, затем перевелся в Харьковскую военную авиационную школу лётчиков. По окончании школы с ноября 1936 года служил в ВВС лётчиком скоростной бомбардировочной авиаэскадрильи, лётчиком и командиром звена 39-го скоростного бомбардировочного авиаполка (сбап). Участник похода советских войск в Западную Белоруссию в сентябре 1939 года в должности командира звена 39-го сбап. Совершил 6 боевых вылетов на бомбардировщике СБ. Участник советско-финляндской войны: в феврале-марте 1940 года — командир звена 39-го сбап. Совершил 15 боевых вылетов на бомбардировщике СБ. Награждён орденом Красной Звезды. Продолжал службу в ВВС командиром звена и помощником командира авиаэскадрильи 39-го сбап.
С началом Великой Отечественной войны в июне 1941 года — помощник командира авиаэскадрильи 39-го сбап, бомбит на бомбардировщике СБ переправы немецких войск у Бреста. После первого вылета эскадрильи немецкая авиация разбомбила аэродром полка. Полк уже без техники перебросили под Смоленск и пилотов стали переучивать на бомбардировщики Пе-2, на которых Гладков и воевал всю войну. С августа 1941 года — командир авиаэскадрильи ночной бомбардировочной группы при 3-м запасном бап. Занимался подготовкой экипажей на Пе-2 ночью. В начале 1942 года из Иркутска перегоняет на Брянский фронт девятку самолетов Пе-2. С февраля 1942 года — командир авиаэскадрильи 213-го бомбардировочного авиаполка 2-й Воздушной армии Воронежского фронта принимает участие в Харьковском сражении. 26 и 27 мая 1942 года, старший лейтенант Гладков, командуя эскадрильей, бомбит механизированные колонны врага на Барвенковском направлении (Изюм), за что награждён орденом Красного Знамени. С июня 1942 года — командир авиаэскадрильи 138-го бап.
С января 1943 года служил в Управлении боевой подготовки бомбардировочной авиации Главного управления боевой подготовки фронтовой авиации ВВС Красной Армии. К октябрю 1943 года инструктор-лётчик Главного Управления Боевой Подготовки Фронтовой авиации ВВС Красной Армии майор Гладков успешно выполнил 35 боевых вылетов. Отлично выполнил задание командования по обучению личного состава 1-го и 3-го Бомбардировочных авиакорпусов и 7-го САК бомбометанию с пикирования. Награждён орденом Отечественной войны I степени. В июле 1943 года участвовал в Курской битве. В октябре 1944 года старший инструктор-лётчик майор Гладков награждён орденом Отечественной войны II степени за 5 боевых вылетов в Львовской операции. В мае 1945 года Гладков награждён орденом Красного Знамени за два боевых вылета в Восточно-Прусской операции и два боевых вылета на Берлин. Всего за время войны совершил 43 боевых вылета на бомбардировщиках СБ, Пе-2 и А-20 «Бостон».
Во время советско-японской войны 1945 года выезжал на Дальний Восток для подготовки лётного состава действующей армии.
В 1945—1953 — старший лётчик-инспектор и начальник отдела Управления боевой подготовки бомбардировочной авиации ВВС, в 1953—1961 — заместитель начальника боевой подготовки бомбардировочной авиации Управления боевой подготовки ВВС. С марта 1961 года — председатель Классификационной комиссии лётного состава ВВС. С января 1962 года — начальник Боевой подготовки бомбардировочной авиации ВВС. Летал на Ту-2, Ил-28 и Як-28Б. В августе 1965 года генерал-майору Гладкову, в числе первых в стране, было присвоено почётное звание «Заслуженный военный лётчик СССР». За годы службы освоил 12 типов самолетов, одним из первых летал на реактивных бомбардировщиках. Принимал участие в разработке методики обучения лётчиков, в совершенствовании тактики фронтовой бомбардировочной авиации. Лично, в практических полётах принимал участие в отработке и определении параметров противозенитного, противоракетного и противоистребительного манёвров бомбардировщиков, их боевого рассредоточения. С мая 1969 года генерал-майор авиации Гладков — в запасе.
Жил в Москве. Умер 30 мая 1991 года, похоронен на Митинском кладбище в Москве.

## Награды
- четыре ордена Красного Знамени (14.08.1942, 02.06.1945, 30.04.1954[3], 22.02.1968)
- два ордена Отечественной войны 1-й степени (25.03.1944, 11.03.1985[4])
- орден Отечественной войны 2-й степени (27.04.1945)
- два ордена Красной Звезды (19.05.1940, 20.06.1949[3])
- медали, в том числе:
  - «За боевые заслуги» (03.11.1944)[3]
  - «За победу над Германией в Великой Отечественной войне 1941—1945 гг.»
  - «За победу над Японией»
  - «За взятие Берлина»
  - «Ветеран Вооружённых Сил СССР»
  - «За безупречную службу» 1-й степени

Почётные звания
- Заслуженный военный лётчик СССР (19.08.1965)[5]